# Gioventù Fascista
Gioventù Fascista era una rivista per ragazzi pubblicata dal 1931 al 1936, durante l'Italia fascista di Benito Mussolini. Essa includeva storie e illustrazioni che esaltavano il regime fascista e ne promuovevano gli ideali. La maggior parte delle copertine della rivista includeva il fascio littorio e, a volte, anche una simbologia che rimandava all'Impero Romano; lo stile delle illustrazioni era molto influenzato dall'art deco.

## Storia
La rivista fu fondata il 23 marzo 1931, in occasione del dodicesimo anniversario della fondazione dei Fasci Italiani di Combattimento (precursori del Partito Nazionale Fascista); primo direttore fu Carlo Scorza, sostituito, a partire dal numero 40-41 del 27 dicembre 1931, da Achille Starace.
Durante la sua breve esistenza, fascisti noti come Filippo Tommaso Marinetti, Italo Balbo, Giovanni Giuriati, e Giuseppe Bottai hanno scritto per la rivista. Chiuse nel 1936.
Vennero pubblicati 177 numeri per un totale di 167 fascicoli (alcuni fascicoli erano numeri doppi):
- 1931 - settimanale - 41 numeri - 40 fascicoli (doppio 40-41)
- 1932 - decadale - 35 numeri - 33 fascicoli (doppi 8-9 e 14-15)
- 1933 - decadale e poi quindicinale - 29 numeri - 28 fascicoli (doppio 14-15)
- 1934 - quindicinale - 24 numeri - 22 fascicoli (doppi 10-11 e 16-17)
- 1935 - quindicinale -  24 numeri - 22 fascicoli (doppi 8-9 e 14-15)
- 1936 - quindicinale -  24 numeri - 22 fascicoli (doppi 162-163 e 168-169) (nel 1936 i numeri vennero conteggiati a partire dal primo del 1931 consecutivamente così che l'ultimo fu numerato come 177)

Le copertine delle annate 1931 e 1932 furono firmate da illustratori noti tra i quali Duilio Cambellotti, Cesare Gobbo, Mameli Barbara, Vittorio Pisani e Tato.